# Ptinus obscuripes
Ptinus obscuripes is een keversoort uit de familie klopkevers (Ptinidae). De wetenschappelijke naam van de soort werd in 1900 gepubliceerd door Maurice Pic.